# Idrofluoroeteri
Gli idrofluoroeteri sono molecole parzialmente fluorurate appartenenti alla classe degli eteri. Si tratta di composti contenenti fluoro, ossigeno, carbonio e idrogeno.
Gli HFE α-fluorurati noti come HCFE-235da2 (isoflurano) and HFE-236ea2 (desflurano) sono noti dagli anni sessanta come anestetici e agenti anti infiammatori.
Le molecole ad uso industriale, inizialmente sviluppate da 3M, sono composte normalmente dall'unione di una catena di perfluoroetere ad una catena di etere idrogenato. Oggi questo tipo di molecole viene sintetizzato da molte aziende: in Italia Solvay Specialty Polymers (ex Solvay Solexis) produce una classe di HFE chiamata Galden(R)-HFPE.
Questa classe di molecole viene utilizzata come sostituto dei CFC per via del fatto che non contribuiscono al buco nell'ozono, hanno un basso tempo di emivita in atmosfera e possiedono le caratteristiche tipiche dei composti perfluorurati:
- Ottima resistenza chimica e termica
- Basso GWP
- Flash point ,fire point e punto di autoignizione assenti.
- Biologicamente inerti
- Buone proprietà dielettriche[1]

Solventi
- HFE-7200 (HFE-569sf2)
- HFE-7100 (HFE-449s1)
- HFE-7500 (3-ethoxy-1,1,1,2,3,4,4,5,5,6,6,6-dodecafluoro-2,2,2-trifluoromethyl-hexane)
- HFE-7000 (HFE-347mcc3)
- HFE-236fa

Fluidi per cicli frigoriferi
- HFE 125
- HFE-134
- HFE-143a
- HFE-227me,
- HFE-245mf and
- HFE-245mc

fluidi per trasferimento termico
- HFE-43-10pccc124 ((H-Galden 1040x)
- HFE-236ca12 ((HG-10)
- HFE-338pcc13 ((HG-01)

foam blowing agents
- HFE-347mcc3
- HFE-347mmy
- HFE-245mc
- HFE-227me
- HFE-254cb2
- HFE-245mf
- HFE-245mc
- HFE-254pc
- HFE-356mec
- HFE-227me

Agenti anti-fiamma
- H Galden 1040x
- HFE-356mec3